# Therapeutisches Theater
Das Therapeutische Theater ist eine Technik in der Psychotherapie bzw. Soziotherapie, die 1908 von Vladimir Iljine, einem Mediziner, Biologen und Philosophen, begründet wurde. Aspekte therapeutischer Inszenierungen finden sich bereits in den Konzepten analytischer Kindertherapien bei Melanie Klein und Anna Freud. Über Einflüsse des Therapeutischen Theaters wie auch von Psychodrama (Moreno) und die in den 70er Jahren entstandene Theaterpädagogik in Deutschland entwickelte sich die Theatertherapie bzw. Dramatherapie: u. a. Lebovici und Lemoine  in Frankreich, Hilarion Petzold in Deutschland, Sue Jennings in England, Robert Landy in den USA. Mit der Theatertherapie wurde das Konzept von Theater für therapeutische Ziele professionalisiert und mit einer Vielfalt an Methoden und Techniken ausdifferenziert. International gibt es neben mehrjährigen Weiterbildungen Bachelor- und Master-Studiengänge und auch Promotionsstellen.
Die Theatertherapie wurde in Deutschland ab 1995 als zertifizierte Ausbildung von der DGfT etabliert. Seit 2017 wird zudem ein Bachelor in Theatertherapie an der Hochschule in Nürtingen, seit 2022 auch an der Hamburger Medical Scholl (HMS) angeboten.
International wird die Theatertherapie als Dramatherapie bzw. Drama Therapy oder Dramatherapy benannt. Die Berufsorganisationen sind:
- in Deutschland: DGfT - Deutsche Gesellschaft für Theatertherapie
- in Österreich: ÖGDTT - Österreichische Gesellschaft für Drama- und Theatertherapie
- in den Niederlanden:  NVDT - Nederlandse Vereniging voor Dramatherapie
- in Belgien:
- in Großbritannien: BADth - British Association of Dramatherapists
- in Frankreich:
- in der Schweiz:
- in den Vereinigten Staaten: NADTA - North American Drama Therapy Association

## Konzept und Methodik
Das methodische Instrumentarium besteht hauptsächlich darin, Begriffe aus der Theorie und dem Netzwerk des Theaters, wie Rolle, Figur, Szene, Drehbuch, Regie und Inszenierung auf komplexe soziale Situationen und auf sich wiederholende Standardbeziehungen im Alltag und Beruf zu übertragen.

Kommunikation, auch im psychotherapeutischen Kontext, ist häufig bestimmt von inszenierten sozialen Rollen, Figuren und Szenen, die in ihrer Dramaturgie oft festgelegt sind und nach „inneren Drehbüchern“ abzulaufen scheinen. Das „Sich-in-Szene-setzen“ ist Bestandteil jeder Kommunikation bzw. jeder sozialen Interaktion.
Der Blickwinkel aus der Sicht des therapeutischen Theaters erlaubt, inszenatorisch und dramaturgisch, gleichsam in Bildern, zu sehen und zu denken. Dadurch wird es möglich, Personen und Figuren im sozialen Kontext zu „begreifen“, vor allem bei komplexen sozialen Situationen, und angemessene Interventionen zu finden.
Diese Art des Sehens hat die Ressourcen und nicht die Defizite im Blick, sie erleichtert die Anwendung von Metaphern und Bildern, Humor und auch Akzeptanz und Anerkennung der Geschichte und Szene, die da gerade vom Klienten inszeniert wird. Die Fragen, die man sich innerlich stellen kann, lauten dann etwa: Wie inszeniert der Klient, oder die Familie, ihre Symptome? Was für ein Drehbuch gibt es? Wie lautet das Stück? Das gilt auch für Standardsituationen wie etwa Konferenzen, Teamsitzungen, pädagogische Situationen usw.: Wer führt eigentlich Regie? Welche Rollen und Figuren sind vertreten? Welche Wiederholungsabläufe gibt es?

## Anwendung in Psychotherapie und Supervision
Wie im konventionellen Theater gibt es eine Bühne, Akteure, Zuschauer und Beifall. Die Bühne ist in der Regel nur ein Aktionsraum, der durch einen Strich vom übrigen Raum abgetrennt wird, der als Arbeits- und Therapieraum, als Arbeitsmedium und Ort konkreter Handlung, emotionale Erfahrung und rationale Einsicht ermöglicht.
Es gibt kein fertiges Theaterstück, dessen vorgeschriebenen Rollen nur noch zu besetzen wären. Die Aufteilung der Rollen erfolgt je nach Möglichkeiten der Teilnehmer, ihrer Körpersprache, Sprechweise und Erscheinung. Jeder geht auf die Bühne und sagt einige Sätze. Das Publikum schreibt die Rolle zu. Dann gibt es im Idealfall eine Liste von Rollen, Figuren und Stereotypen, mit denen die Szenen konstruiert und improvisiert werden.

### Ressourcenorientierung vs. Defizitorientierung
Was eine Person gut kann, auch wenn es in ihren Augen eher ein Defizit ist, wird von ihr auf der Bühne vorgezeigt. Das was auf der Bühne zu sehen ist, ist nicht richtig oder falsch, gut oder schlecht. Wenn jemand, der an Schüchternheit leidet, diese Schüchternheit auf die Bühne stellt und vorzeigt, ist er sehr wahrscheinlich authentisch und präsent und wird Beifall bekommen. Die Zuschauer, die auch Zeugen dessen sind, was da zu sehen ist, sagen möglicherweise: „Niemand ist so authentisch schüchtern wie du, toll, Beifall, noch mal, da capo.“ Auch wenn sich im Protagonisten Protest regt („Ich will nicht immer nur die Schüchterne sein, ich habe auch noch andere Seiten.“), wird ihm die Möglichkeit geboten, seine eigene Inszenierung als Ressource zu begreifen und sein Verhalten als eine Rolle zu sehen, die er gut spielt, deren Bewegung und Mimik er gut beherrscht und die ihm Beifall einbringt.
Mit Hilfe von außen kann er zusätzlich weitere Ressourcen von sich entdecken und vorzeigen. Er lernt, dass er zwischen mehreren – zumindest zwischen zwei – Verhaltensweisen wählen kann.

### Lösungorientierung vs. Problemorientierung
Die Szene auf der Bühne zu einem Abschluss bringen, der die Spannung löst – diesen Ausgang kann der Protagonist so oft probieren wie er will, mit wechselnden Verhaltensweisen und Mitspielern. So kann er in einer Art Probehandeln zu einer Lösung kommen. Die Lösung gilt zwar nur für die Bühne, nicht für sein Leben, aber es entsteht das Bewusstsein, dass es viele Lösungen für ein Problem gibt.

### Reduktion von Komplexität
Beim Vorführen oder Anschauen einer Szene oder „Figur“ wird oft, im Sinne von Metaphernbildung, schlagartig klar, welche Problematik vorliegt. Außerdem sind Strategien von Verbergen, Verstecken usw., die in anderen Therapieformen vorkommen, möglichst ausgeschlossen. Alles wird „vorgezeigt“, ist deutlich und klar zu sehen. Der verbale Inhalt, auf den sich andere Therapeuten und Klienten oft beziehen, spielt eine untergeordnete Rolle.
Dabei gilt als Grundsatz: Was auf der Bühne zu sehen ist darf anschließend nicht psychotherapeutisch analysiert werden. Es gibt nur Beifall und Reaktionen des Publikums. Das Publikum ist dabei gleichzeitig Zeuge davon, was geschehen ist, wobei die Interpretationen oft unterschiedlich sind: Die Protagonisten erleben auf der Bühne etwas anderes als das, was die Zuschauer sehen und interpretieren. Auch das kann eine lohnende Erfahrung für alle Beteiligten sein.

## Abgrenzung zum Psychodrama
Die intrapsychischen Konflikte des Protagonisten wie seine Angst, die Beziehung zu seiner Mutter oder seinem Vater usw., die beim Psychodrama eine Rolle spielen, sind für die Theorie und Praxis des therapeutischen Theaters nicht relevant.